# Francisco Carrera Torres
General Francisco S. Carrera Torres fue un militar mexicano que participó en la Revolución mexicana. Nació en Tula, Tamaulipas, el 29 de enero de 1892. Hermano de Alberto Carrera Torres. Estuvo levantado en armas contra Victoriano Huerta. En 1913 su hermano Alberto lo nombró gobernador interino de San Luis Potosí hasta la llegada de don Jesús Carranza Garza, quien a su arribo nombró a Eulalio Gutiérrez como gobernador de dicho Estado. Apoyó a la Convención de Aguascalientes, y peleó al mando de Francisco Villa en las batallas de Celaya pero se amnistió a la administración Constitucionalista, en 1916. Después de la Traición hacia su hermano por parte de Álvaro Obregón y sus medidas tomadas contra los hermanos Carrera y los hermanos Cedillo (Cleofás Cedillo, Magdaleno Cedillo y Saturnino Cedillo) es desalojado de Tula, ante esta derrota su hermano decide dejar la lucha armada el 25 de diciembre de 1915 con el grado de General de Brigada en San Juan "El Meco" y entrega el mando de sus tropas a su hermano Francisco. Sin embargo, el fusilamiento de su hermano Alberto Carrera Torres hizo que retomara las armas, manteniéndose como rebelde anticarrancista hasta 1920, cuando se adhirió al gobierno aguaprietista. Esto permitió que con el tiempo llegara a ser General de división con antigüedad de primero de febrero de 1930 y Jefe de Operaciones de San Luis Potosí. Murió en la ciudad de San Luis Potosí el 19 de mayo de 1960.